# Vasaloppet 1945
Vasaloppet 1945 avgjordes söndagen 11 mars 1945 och var det 22:a loppet i ordningen av Vasaloppet. Nils "Mora-Nisse" Karlsson vann på tiden 6:27:59.

## Loppet
Det var ett svårvallat lopp och Gunnar Wärdell från Östersund låg som mest nio minuter före Mora-Nisse när denne hade stannat för att valla om men sedan tycktes Mora-Nisse flyga fram och vann sin andra seger 1945. Han kom ikapp den trötte Wärdell med drygt en kilometer kvar och vann med över en minut.
Årets kranskulla hette Kerstin Sars.

## Resultat
| Placering | Namn             | Klubb             | Tid      |
| --------- | ---------------- | ----------------- | -------- |
| 1         | Nils Karlsson    | Ifk Mora          | 06:27:59 |
| 2         | Gunnar Wärdell   | Östersunds Sk     | 06:29:11 |
| 3         | Anders Törnkvist | Ifk Mora          | 06:34:32 |
| 4         | Arthur Herrdin   | Ifk Umeå          | 06:35:20 |
| 5         | Olle Wiklund     | Bergvik-Marma Sk  | 06:38:38 |
| 6         | Martin Karlsson  | Sågmyra If        | 06:40:58 |
| 7         | Isak Larsson     | Hulåns If         | 06:42:36 |
| 8         | Valle Andersson  | Nordmarks Sk      | 06:43:30 |
| 9         | Rickard Renman   | Sorsele If        | 06:43:32 |
| 10        | Kasper Granlund  | Västgöthyttans Sk | 06:44:05 |